# Jean-Bédel Bokassa

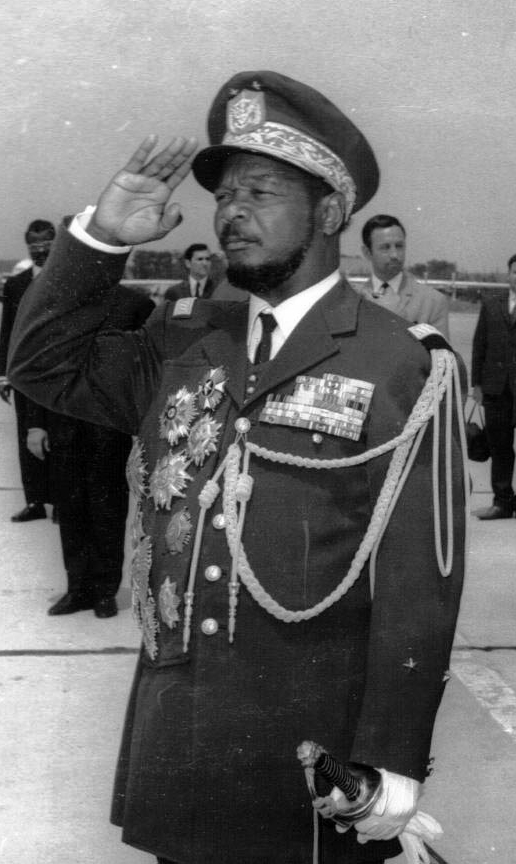
Jean-Bédel Bokassa (1970)

Jean-Bédel Bokassa (* 22. Februar 1921 in Bobangui, Französisch-Äquatorialafrika; † 3. November 1996 in Bangui, Zentralafrikanische Republik) war ein Militär, Politiker und von 1966 bis 1979 Diktator der Zentralafrikanischen Republik. Bokassa wurde nach einem Putsch 1966 der zweite Präsident des Landes. Ab Dezember 1976 bis zu seinem Sturz am 20. September 1979 war er als Bokassa I. Kaiser des Zentralafrikanischen Kaiserreichs.

## Schulbildung
Bokassa wurde 1921 in Bobangui, einem kleinen Ort im Gebiet Ubangi-Schari, einem Teil der damaligen Kolonie Französisch-Äquatorialafrika, geboren. Von 1927 bis 1928 besuchte er die Jeanne-d’Arc-Grundschule in Mbaïki, danach für zwei Jahre die Saint-Louis-Missionsschule in Bangui. Von 1929 bis 1939 war er Schüler der Père-Compte-Schule in Brazzaville, Französisch-Kongo.

## Soldat

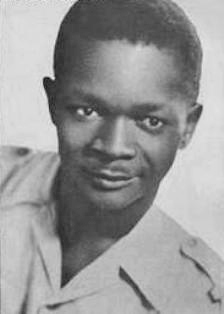
Jean-Bédel Bokassa (1939)

Im Mai 1939 trat er freiwillig in die französische Armee ein und wurde 1940 einem Bataillon der Tirailleurs sénégalais zugeteilt. 1941 wurde er zum Sergent bei den freifranzösischen Truppen befördert. Als Sergent chef nahm er bis zum Ende des Zweiten Weltkriegs an den Kämpfen zur Befreiung Frankreichs teil.
Bis 1948 besuchte er Militärschulen in Saint-Louis (Senegal) und Châlons-sur-Marne (Frankreich). 1949 heiratete Bokassa die Britin Margret Green. 1950 wurde er im Rang eines Adjutanten zum Einsatz in den Indochinakrieg geschickt. 1951 wurde er mit dem Croix de guerre ausgezeichnet und zum Mitglied der Ehrenlegion ernannt. 1954 erfolgte die Beförderung zum „Adjudant chef“ und Bokassa heiratete seine dritte Frau, die Vietnamesin Martine Nguyen, mit der er in Frankreich lebte. 1956 erfolgte im Rang eines Lieutenant die Versetzung in den Algerienkrieg.
Bis 1961 war er zum Capitaine aufgestiegen. Er verließ 1962 die französische Armee und machte Karriere als Commandant in der Armee des 1960 unter dem Namen Zentralafrikanische Republik unabhängig gewordenen früheren Ubangi-Schari, was ihm durch seine Verwandtschaft mit dem Präsidenten David Dacko (er war dessen Cousin und der Neffe von dessen Vorgänger Barthélemy Boganda) erleichtert wurde. Er stieg rasch zum Colonel auf und wurde 1963 Stabschef der Streitkräfte Zentralafrikas, die damals in etwa eine Regimentsstärke aufwiesen.
1962 heiratete er die Belgierin Astrid van Erpe, dann 1964 Catherine Denguiadé aus Zentralafrika.

## Präsident
In der Nacht zum 1. Januar 1966 nutzte Colonel Bokassa einen Aufruhr im Land zu einem Putsch gegen den autokratisch herrschenden Präsidenten Dacko und übernahm die Macht als Staatspräsident und Vorsitzender der einzigen Partei des Landes, des Mouvement pour l’évolution sociale de l’Afrique noire (MESAN; deutsch Bewegung für die soziale Entwicklung Schwarzafrikas). Drei Tage später schaffte Bokassa die Verfassung von 1959 ab, löste das Parlament auf, verbot politische Parteien und regierte als Vorsitzender eines Revolutionsrates fortan durch Erlasse. Am 6. Januar 1966 brach Bokassa die Beziehungen zur Volksrepublik China ab. Bis zum Herbst 1967 übernahm er zudem die Ämter des Innenministers und Verteidigungsministers und gab sich den Rang eines Général de brigade.
Frankreich stellte sich auf die Seite des Putschisten; zur Sicherung seiner Herrschaft rief Bokassa im November 1967 französische Truppen, darunter Fremdenlegionäre, ins Land und ließ seine Gegner durch Haft und Mord beseitigen. Ein gescheiterter Putschversuch gegen ihn am 12. April 1969 durch Gesundheitsminister Colonel Alexandre Banza gab Bokassa Gelegenheit, seine Macht durch Reformen zu festigen. Banza wurde nach Verurteilung durch ein Militärgericht am 13. April hingerichtet. Im März 1972 ließ sich Bokassa als Präsident auf Lebenszeit ausrufen. Im Mai 1974 nahm er den Rang eines Feldmarschalls an. Im Dezember 1974 scheiterte ein weiterer Putschversuch gegen ihn. 1975 heiratete Bokassa in 12. Ehe die Rumänin Gabriela Drâmbă. Im Februar 1976 überlebte er ein Attentat.
Mitte der 1970er Jahre suchte Bokassa die finanzielle Hilfe Libyens; nach einem Besuch beim libyschen Revolutionsführer Muammar al-Gaddafi trat er zum Islam über und nannte sich nun Salah Eddine Ahmed Bokassa.

## Kaiser

Standarte von Kaiser Bokassa I.

Im September 1976 entließ Bokassa die Regierung und ersetzte sie durch den Conseil de la Révolution Centrafricaine („Zentralafrikanischer Revolutionsrat“). Am 4. Dezember 1976, auf dem Parteitag der MESAN, erklärte er die Republik zur Monarchie, dem Zentralafrikanischen Kaiserreich. Sich selbst ließ er zum Kaiser Bokassa I. ausrufen. Sein vollständiger Titel lautete: Empereur de Centrafrique par la volonté du peuple centrafricain, uni au sein du parti politique national: le MESA. übersetzt: „Seine kaiserliche Majestät Bokassa der Erste, Kaiser von Zentralafrika durch den Willen des Zentralafrikanischen Volkes vereinigt in der nationalen politischen Partei, der MESAN“. Er erließ eine kaiserliche Verfassung und konvertierte zum Katholizismus. Am 4. Dezember 1977 krönte er sich in einer Zeremonie im neuen Basketball-Stadion von Bangui selbst zum Kaiser, nachdem Papst Paul VI. es abgelehnt hatte, die Krönung vorzunehmen. Die Krönung kostete angeblich mehr als 20 Millionen US-Dollar und wurde teilweise von der französischen Regierung bezahlt. Ferner hielt er sich für den 13. Apostel Jesu.
Obschon formell eine konstitutionelle Monarchie, blieb Bokassas Herrschaft autokratisch. Die brutale Unterdrückung oppositioneller Kräfte hielt an, zügellose Folter und Prügelstrafen, an denen Bokassa mitunter selbst beteiligt gewesen sein soll, waren an der Tagesordnung.
Frankreich blieb eine wichtige Stütze des Regimes und lieferte Waffen gegen Uran für das französische nukleare Waffenprogramm. Besonders enge Kontakte pflegte Bokassa zum französischen Staatspräsidenten Valéry Giscard d’Estaing, den er verschiedentlich zu Jagdausflügen einlud.
Im Januar und April 1979 entluden sich heftige Schüler- und Studentenunruhen, die mithilfe von Truppen aus Zaire niedergeschlagen wurden. Es fanden Massaker an Zivilisten statt; vom 17. bis 19. April 1979 wurden zahlreiche Jugendliche inhaftiert, weil sie gegen das Tragen der staatlich verordneten, teuren Schuluniformen protestiert hatten, die ausschließlich in Bokassa gehörenden Textilfabriken hergestellt wurden. In den Gefängnissen wurden über 100 Kinder gefoltert und ermordet. Bokassa soll mehrmals bei Aktionen dieser Art persönlich Hand angelegt haben.
Frankreich hatte sich zu diesem Zeitpunkt bereits von seinem ehemaligen Schützling distanziert. Eine Reise Bokassas nach Libyen nutzte der ehemalige Präsident David Dacko am 21. September 1979 zu einem erfolgreichen Putsch. Dabei halfen ihm französische Soldaten im Auftrag der französischen Regierung, die die Aktion Operation Barracuda nannte. Eine Kommandoeinheit des französischen Nachrichtendienstes SDECE (heute: DGSE) ging gemeinsam mit Spezialkräften des 1. Fallschirmjägerregiments der Marineinfanterie unter dem Kommando von Colonel Brancion-Rouge vor. Sie landeten mit einer Transall und übernahmen die Kontrolle über den Flughafen Bangui. Dadurch konnten weitere 300 Soldaten ins Land gebracht werden. Das Kaiserreich wurde abgeschafft und die Republik wiederhergestellt. Bokassa flüchtete über die Elfenbeinküste, wo er knapp vier Jahre lang lebte, schließlich nach Frankreich. Dort erhielt er aufgrund seiner engen Verbindung zur französischen Armee Asyl.

## Exil, Haft und Tod
Am 26. Dezember 1980 wurde Bokassa in Abwesenheit wegen Mordes, Folter, Korruption und Kannibalismus zum Tode verurteilt. Des Weiteren wurde er wegen der Vergiftung seines zweijährigen Enkels und des Totprügelns von Schulkindern angeklagt. Im Exil in Frankreich wurde er im Schloss Hardricourt westlich von Paris mit zehn seiner Kinder und einer Freundin (statt der 18 Ehefrauen) untergebracht. Er selbst forderte die französische Staatsbürgerschaft, die ihm ein französisches Gericht zuvor aberkannt hatte. Vom französischen Staat erhielt er im Exil als ehemaliger französischer Hauptmann nach 23 Dienstjahren eine Pension von 5998 Francs (damals etwa 2600 DM) netto. Im Exil plante er außerdem ein Buch mit dem Titel „Meine Wahrheit“ zu veröffentlichen, dessen Vertrieb aber von einem Pariser Gericht 1985 wegen schwerwiegender Angriffe auf die Person des ehemaligen Staatspräsidenten Valéry Giscard d’Estaing verboten wurde.
Am 23. Oktober 1986 kehrte Bokassa wieder in seine Heimat zurück, kam in Haft und wurde am 12. Juni 1987 erneut zum Tode verurteilt. Das Urteil wurde am 29. Februar 1988 in lebenslange Zwangsarbeit umgewandelt und schließlich auf 20 Jahre Haft reduziert. Am 1. September 1993 kam Bokassa in den Genuss einer Generalamnestie, die Präsident André Kolingba anlässlich der Rückkehr zur Demokratie verkündet hatte.
Bokassa starb im Alter von 75 Jahren am 3. November 1996 in der zentralafrikanischen Hauptstadt Bangui an einem Herzinfarkt. Am 18. Dezember 1996 wurde er in seiner ehemaligen Kaiserresidenz Palais de Berengo bei Bobangui beigesetzt. Er hinterließ 17 Frauen. Wie viele Kinder er insgesamt hatte, ist unklar. Es wird von einer Zahl zwischen 37 und 54 ausgegangen. Die bekanntesten sind Jean-Bédel Bokassa der Jüngere (* 1973), Kronprinz des Zentralafrikanischen Kaiserreichs, Jean-Serge Bokassa (* 1971), bis 2016 Minister in der Zentralafrikanischen Republik, und Kiki Bokassa (* 1975), französische Künstlerin.

## Filme
- Werner Herzog: Echos aus einem düsteren Reich. 1990[7]
- Verschollene Filmschätze: 1977. Die Krönung von Kaiser Bokassa I. 2012[8]